# Magura (Kosovo)
Pour les articles homonymes, voir Magura.
Magurë en albanais et Magura en serbe latin (en serbe cyrillique : Магура) est une localité du Kosovo située dans la commune/municipalité de Lipjan/Lipljan, district de Pristina (Kosovo) ou district de Kosovo (Serbie). Selon le recensement kosovar de 2011, elle compte 1 670 habitants.

## Démographie

### Évolution historique de la population dans la localité
| 1948 | 1953 | 1961  | 1971  | 1981  | 1991  | 2011  |
| ---- | ---- | ----- | ----- | ----- | ----- | ----- |
| 260  | 631  | 1 144 | 1 903 | 2 304 | 2 670 | 1 670 |

|  |

### Répartition de la population par nationalités (2011)
En 2011, les Albanais représentaient 88,56 % de la population et les Ashkalis 10,84 %.